# Anisomysis incisa
Anisomysis incisa är en kräftdjursart som beskrevs av W. M. Tattersall 1936. Anisomysis incisa ingår i släktet Anisomysis och familjen Mysidae. Inga underarter finns listade i Catalogue of Life.